# Фероньерка

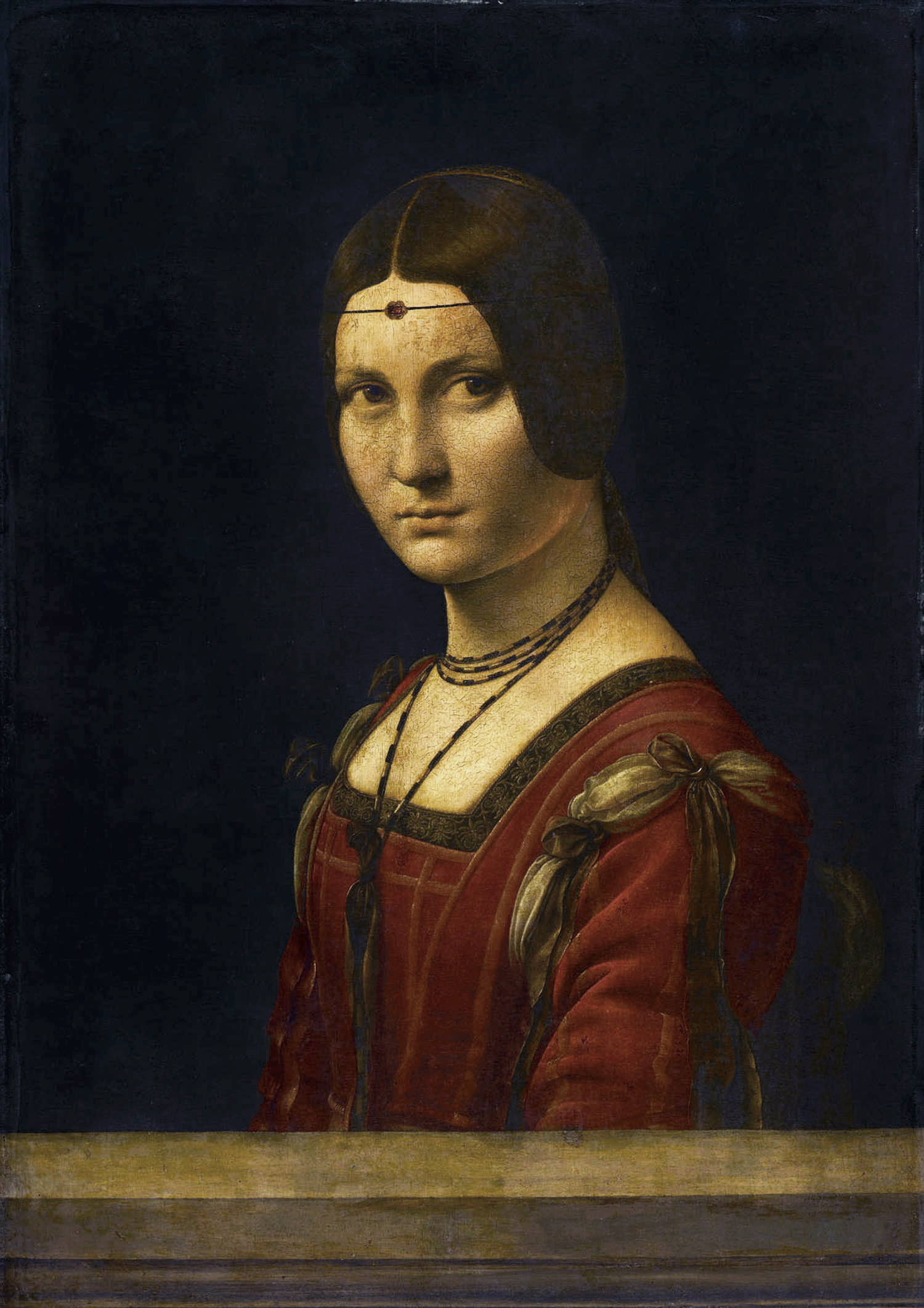
Леонардо да Винчи, «Прекрасная Ферроньера», ок. 1490, Лувр

Феронье́рка (фр. ferronnière) — женское украшение в виде обруча, ленты или цепочки с драгоценным камнем, жемчужиной или розеткой из камней, надеваемое на голову и спускающееся на лоб. Фероньерки известны с эпохи Возрождения.
Самой известной носительницей украшения является т. н. «Прекрасная Ферроньера» с одноимённого портрета в Лувре, приписываемого Леонардо.

## Термин
Украшение получило имя от портрета неизвестной миланской аристократки под названием «Прекрасная Ферроньера», хранящемся в Лувре который приобрел крайнюю популярность в 1-ю пол. XIX века. Тогда ошибочно считалось, что на нем изображена некая француженка Маргарита Феррон, любовница Франциска I. Фамилия «Феррон» может быть всего лишь профессией её мужа — скобянщика. Версия о прямом происхождении названия украшений от фр. fer («железо»), якобы по материалу изготовления, лишена каких-либо оснований.
Русское слово происходит, несомненно, из фр. ferronnière того же значения. В значении данного украшения оно зафиксировано во французском языке только в 1832 г. Англоязычный словарь Merriam-Webster фиксирует первую дату употребления как 1831 год, в июльском журнале The World of Fashion. Уже в 1832 году оно встречается по-русски: в «Северной пчеле» за этот год (№ 49) сообщалось, что «фероньерки сделались необходимостью».
Вариант без суффикса феронье́ра также встречается (в том числе в словарях, с пометкой «устар.»). Иногда используется вариант с двойным «р», в том числе в мужском роде: фер(р)онье́р. Использование мужского рода наиболее отвечает французскому произношению слова, но совершенно не правильно грамматически (во французском языке слово даже по грамматической форме — женского рода). В словаре Даля помимо «фероньерки/фероньеры» встречается славянский аналог налобничек (с объяснением «бывшее в употреблении женское украшенье, фероньерка»). Слово не зафиксировано в Толковом словаре под ред. Ушакова.
Указывают французские синонимы: bandelette и tour de tête, нем. Seht hierher, итал. lenza, нидерл. Voorhoofdstiftje.

## История предмета

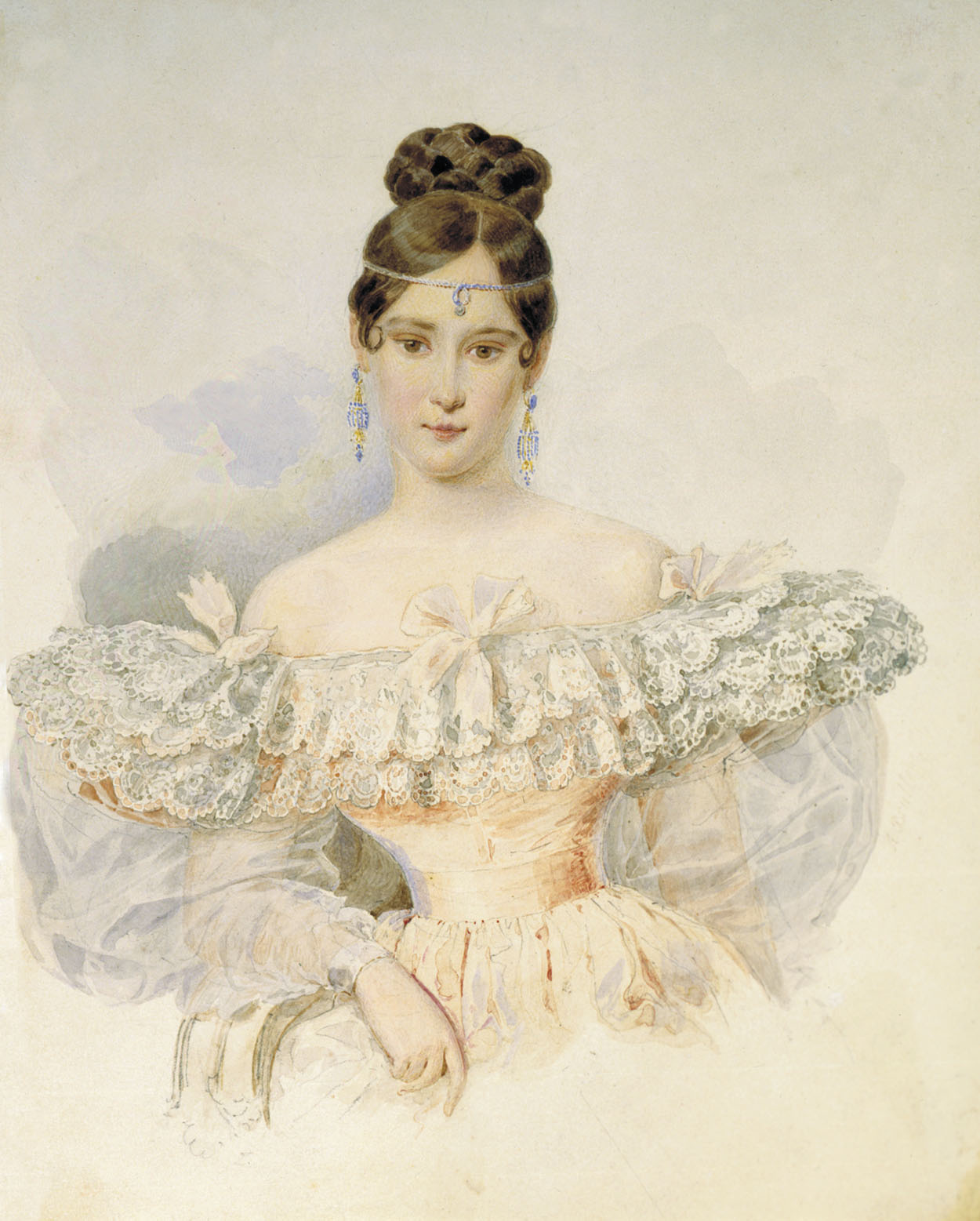
Наталья Николаевна Гончарова, портрет работы А. П. Брюллова

Украшение, состоявшее из золотого обруча с замком спереди из драгоценных камней в богатой золотой оправе, очень полюбилось второй супруге Франциска I (c 1530 г.), Элеоноре Габсбург, которая в начале 1550-х гг. ввела его в придворную моду, уже после смерти мужа.
Однако в истории искусства намного более известны украшения итальянского ренессанса. Налобные украшения с золотой цепочкой были модой в Ломбардии в конце XV — начале XVI вв.: к примеру, в нём изображена герцогиня Елизавета Гонзага на портрете работы Рафаэля. Они встречаются на многих картинах, и итальянские искусствоведы употребляют термин lenza.
В начале XIX в. фероньерка, причём с очень дорогими камнями, вновь входит в моду, вместе с воскрешением интереса к эпохе Ренессанса. Наиболее популярна фероньерка была в эпоху господства стиля бидермайер, когда в моде были «романтические средневековые украшения». Знаменитое сопрано Мария Малибран ввела в моду прическу «а-ля Малибран»: волосы разделялись на прямой пробор, потом закреплялись в виде высокого пучка, как правило, причёска дополнялась фероньеркой. Именно так изображена Наталья Гончарова на портрете А. Брюллова. Период её господства в моде — с 1820-х до 1840-х, (в Англии — с 1830 до 1845, ранняя викторианская эпоха, с отдельным всплеском в 1837—1843 годах, когда её носили по любому поводу). Если британский романист, описывая женщину 1850-х годов, говорит, что она носит фероньерку, то он хочет подчеркнуть её старомодность.
К концу XIX в., прежде бриллиантовые, фероньерки упростились, их стали носить на бархотке. В начале XX века в качестве налобного украшения использовали ожерелья в виде ленты из плотно пригнанных бриллиантов, которые назывались ривьерами (по сходству со струящимся потоком воды).
К 1920-м гг. фероньерки полностью вышли из моды (появляются широкие бандо) и вновь возрождены уже поколением хиппи, когда появились фероньерки из бусин, дерева, кости на шёлковом или кожаном шнурке.
Фероньерка наряду с фермуарами (застёжками для колье), кольцами, браслетами, серьгами, брошами, булавками, запонками и пуговицами (всего до 15 предметов) входила в состав полной парюры — набора ювелирных украшений, подобранных по материалу, цвету и орнаментальному оформлению.